# Болтон (Нью-Йорк)
Болтон (англ. Bolton) — місто (англ. town) в США, в окрузі Воррен штату Нью-Йорк. Населення — 2012 особи (2020).

## Демографія
Згідно з переписом 2010 року, у місті мешкало 2326 осіб у 1062 домогосподарствах у складі 672 родин. Було 2580 помешкань
Расовий склад населення:
| - 97,9 % — білих - 0,4 % — азіатів - 0,2 % — чорних або афроамериканців |

До двох чи більше рас належало 1,1 %. Частка іспаномовних становила 1,8 % від усіх жителів.
За віковим діапазоном населення розподілялося таким чином: 14,9 % — особи молодші 18 років, 62,1 % — особи у віці 18—64 років, 23,0 % — особи у віці 65 років та старші. Медіана віку мешканця становила 52,2 року. На 100 осіб жіночої статі у місті припадало 104,8 чоловіків;  на 100 жінок у віці від 18 років та старших — 100,9 чоловіків також старших 18 років.
Середній дохід на одне домашнє господарство  становив 85 568 доларів США (медіана — 61 661), а середній дохід на одну сім'ю — 110 974 долари (медіана — 87 375). Медіана доходів становила 41 172 долари для чоловіків та 41 369 доларів для жінок. За межею бідності перебувало 3,6 % осіб, у тому числі 0,0 % дітей у віці до 18 років та 6,0 % осіб у віці 65 років та старших.
Цивільне працевлаштоване населення становило 1103 особи. Основні галузі зайнятості: мистецтво, розваги та відпочинок — 23,3 %, освіта, охорона здоров'я та соціальна допомога — 15,5 %, будівництво — 10,3 %, науковці, спеціалісти, менеджери — 9,6 %.